# Aroldo del Wessex
Aroldo III del Wessex (1067 – 1098) era figlio postumo di Aroldo II d'Inghilterra da Edith di Mercia.
Fu spinto in esilio dalla conquista normanna dell'Inghilterra, e trovò rifugio alla corte del re di Norvegia.

## Biografia

### Nascita e parentela
La famiglia di Aroldo era una delle più potenti d'Inghilterra anglosassone: suo nonno paterno era Godwin del Wessex, e suo padre era Aroldo II d'Inghilterra, che ereditò lo stesso titolo e fu incoronato re d'Inghilterra all'inizio del 1066. La prima moglie di Aroldo II, che sposò in una forma di cerimonia non riconosciuta dalla chiesa, fu chiamata Ealdgyth Swan-neck, e la sua seconda moglie fu Edith di Mercia, sorella dei conti Edwin e Morcar di Mercia. Gli storici credono quasi all'unanimità che Edith di Mercia fosse la madre di Aroldo, anche se il biografo di Edith nell'Oxford Dictionary of National Biography ammette solo che questo non è "impossibile". Aroldo nacque probabilmente postumo a Chester, dove sua madre era fuggita per sfuggire all'esercito in avanzata di Guglielmo il Conquistatore. È stato sostenuto che fosse un gemello di Ulf del Wessex, ma questo è considerato dubbio.

### Esilio
Nell'inverno del 1069-1070 Chester fu occupata dai Normanni, ma presumibilmente Ealdgyth e il suo giovane figlio erano fuggiti a quel tempo, e il suo rifugio più ovvio sarebbe stata la città norreno-irlandese di Dublino, che in precedenza aveva protetto altri membri della famiglia di Aroldo. Ad un certo punto Aroldo II d'Inghilterra salpò per la Norvegia e fu accolto dal re, la cui famiglia ricordò con gratitudine la generosità di Aroldo II nel permettere ad Olaf, figlio di Harald III Sigurdsson Hardrade, di tornare a casa dopo la disastrosa battaglia di Stamford Bridge. Nel 1098 fu uno degli uomini che Magnus III di Norvegia portò con sé in una spedizione nelle Orcadi, nelle Ebridi, nell'Isola di Man e nell'Anglesey. Nessuna ulteriore menzione di Aroldo appare in nessuna fonte.

## Ascendenza
|                         |   |                     | Genitori                    |  |  | Nonni |  |  | Bisnonni      |  |  | Trisnonni |  |
|                         |   |                     |                             |  |  |       |  |  | Wulfnoth Cild |  |  | Thegn     |  |
|                         |   |                     |                             |  |  |       |  |  | Wulfnoth Cild |  |  | Thegn     |  |
|                         |   | …                   |                             |  |  |       |  |  | Wulfnoth Cild |  |  |           |  |
| Godwin del Wessex       |   |                     |                             |  |  |       |  |  | Wulfnoth Cild |  |  |           |  |
|                         |   | …                   | …                           |  |  |       |  |  |               |  |  |           |  |
|                         |   | …                   | …                           |  |  |       |  |  |               |  |  |           |  |
|                         |   | …                   | …                           |  |  |       |  |  |               |  |  |           |  |
| Aroldo II d'Inghilterra |   | …                   |                             |  |  |       |  |  |               |  |  |           |  |
|                         |   | Thorgils Sprakalägg | Styrbjörn Starke            |  |  |       |  |  |               |  |  |           |  |
|                         |   | Thorgils Sprakalägg | Styrbjörn Starke            |  |  |       |  |  |               |  |  |           |  |
|                         |   | Thorgils Sprakalägg | Tyri di Danimarca (Fatata?) |  |  |       |  |  |               |  |  |           |  |
| Gytha Thorkelsdaettir   |   | Thorgils Sprakalägg |                             |  |  |       |  |  |               |  |  |           |  |
|                         |   | Sigrid del Halland  | …                           |  |  |       |  |  |               |  |  |           |  |
|                         |   | Sigrid del Halland  | …                           |  |  |       |  |  |               |  |  |           |  |
|                         |   | Sigrid del Halland  | …                           |  |  |       |  |  |               |  |  |           |  |
| Aroldo del Wessex       |   | Sigrid del Halland  |                             |  |  |       |  |  |               |  |  |           |  |
|                         | … | …                   |                             |  |  |       |  |  |               |  |  |           |  |
|                         | … | …                   |                             |  |  |       |  |  |               |  |  |           |  |
|                         | … | …                   |                             |  |  |       |  |  |               |  |  |           |  |
| Aelfgar di Mercia       | … |                     |                             |  |  |       |  |  |               |  |  |           |  |
|                         |   | …                   | …                           |  |  |       |  |  |               |  |  |           |  |
|                         |   | …                   | …                           |  |  |       |  |  |               |  |  |           |  |
|                         |   | …                   | …                           |  |  |       |  |  |               |  |  |           |  |
| Edith di Mercia         |   | …                   |                             |  |  |       |  |  |               |  |  |           |  |
|                         |   | …                   | …                           |  |  |       |  |  |               |  |  |           |  |
|                         |   | …                   | …                           |  |  |       |  |  |               |  |  |           |  |
|                         |   | …                   | …                           |  |  |       |  |  |               |  |  |           |  |
| …                       |   | …                   |                             |  |  |       |  |  |               |  |  |           |  |
|                         |   | …                   | …                           |  |  |       |  |  |               |  |  |           |  |
|                         |   | …                   | …                           |  |  |       |  |  |               |  |  |           |  |
|                         |   | …                   | …                           |  |  |       |  |  |               |  |  |           |  |
|                         |   | …                   |                             |  |  |       |  |  |               |  |  |           |  |